# Concejo Regional Ma'ale Yosef
El Concejo Regional de Ma'ale Yosef  (en hebreo: מועצה אזורית מעלה יוסף‎, Mo'atza Azorit Ma'aleh Yosef) es un concejo regional de la alta Galilea, parte del Distrito Norte de Israel, situado entre los municipios de Ma'alot-Tarshiha y Shlomi. Su capital se encuentra en Gornot HaGalil.
El concejo fue establecido en 1963, aunque la mayoría de sus asentamientos se fundaron en la década de 1950. Fue nombrado en honor a Yosef Weiz, un sionista pionero de la Segunda Aliyá y director del Fondo Nacional Judío tras la Primera Guerra Mundial.

## Geografía
El concejo se extiende a lo largo de la frontera de Israel-Líbano. Está delimitado al oeste por el Mateh Aser (Concejo Regional) y Kfar Yossef, en al sur por el Misgav (Concejo Regional) y en el este por el Concejo Regional Merón de Galilea. Dentro de su área geográfica se encuentran varios pueblos Drusos y algunas villas áraboparlantes.

## Lista de poblamientos
El concejo regional proporciona los servicios municipales de las poblaciones dentro de su territorio, los que viven en moshavim y en la comunidad de los asentamientos.

### Moshavim
- Avdon
- Ein Ya'akov
- Elkosh
- Even Menachem
- Goren
- Hosen
- Lapidot
- Manot
- Me'ona
- Netu'a
- Peki'in HaHadasha
- Shomera
- Shtula
- Tzuriel
- Ya'ara
- Zar'it

### Asentamientos comunitarios
- Abirim
- Gita
- Gornot HaGalil
- Mattat
- Mitzpe Hila
- Neve Ziv

- Datos: Q2436968
- Multimedia: Ma'ale Yosef Regional Council / Q2436968